# Vinegar Hill (Nouvelle-Zélande)
 (février 2023).
Le contenu est difficilement compréhensible vu les erreurs de traduction, qui sont peut-être dues à l'utilisation d'un logiciel de traduction automatique.
Vinegar Hill est une localité située dans la région de Manawatu-Wanganui de l’Île du Nord de la Nouvelle-Zélande.

## Géographie
La localité de Vinegar Hill est localisée sur les berges du fleuve Rangitikei dans la réserve de “ Putai Ngahere Reserve”, près de la jonction de la route State Highway 54/S H 54 (en) et de la  State Highway 1/S H 1, à environ 5 km au nord de  la localité de Hunterville

## Toponymie
Il y a des divergences sur le pourquoi la ville de ‘Vinegar Hill’ fut nommée ainsi.
Certains pensent qu’elle fut dénommée d’après la Bataille de Vinegar Hill en Irlande.
Toutefois le nom fut peut-être dérivé du nom d’une source tout près de là ou bien, Vinegar Hill fut dénommé à cause d’un incident dans les temps coloniaux: un charriot tiré par des bœufs, transportant des barriques de vinaigre se serait renversé quand les bœufs glissèrent sur le chemin boueux sur le flanc de la colline, couvrant ainsi la pente du vinaigre provenant des barils rompus.
Le nom de la réserve, « Putai Ngahere », vient d’un arbre de type totara poussant dans cette réserve.

## Histoire des reines
Depuis 1977, Vinegar Hill est un camp de camping réputé pour les personnes Gay et Lesbienne et leurs familles pendant les vacances de Noel et du Nouvel An et aussi lors des vacances de la période estivale de l’été.
La plupart des informations suivantes viennent de connaissances personnelles de ceux, qui ont fréquenté le camp.
Le premier camp intitulé : "time gay men" à Vinegar Hill eut lieu peu de temps après la nouvelle année en janvier 1977.
Cela consista en une réunion de 6 hommes , parmi lesquels se trouvaient ‘Kevin’ et ‘Pearl’ (Peter) ‘ et ‘Owen’, venant de la région de district de  Manawatu et de Hawke's Bay et ‘Tom Fitzgerald’ de  Silverstream dans Upper Hutt.
Le camp grossit à partir de là et au début de l’année 1980 a développé une culture particulière.
La première reine fut désignée en 1985, pour organiser le camp de 1986.
Ce fut ‘ Bill Armstrong’, qui était présentée avec le  prix par ‘Mal Vaughn’, un opérateur de bar  très populaire de Wellington.
Initialement, l’idée d’une "Queen of Vinegar Hill" était basée sur une idée de comédie à propos des reines de beauté mais plus tard fut développé l’idée d’en tirer des royalties .
Il en résulta, que le nom initial gravé sur le trophée remis en jeux et présenté chaque année est la liste des noms des personnes engagés pour tenir le rôle de reine.

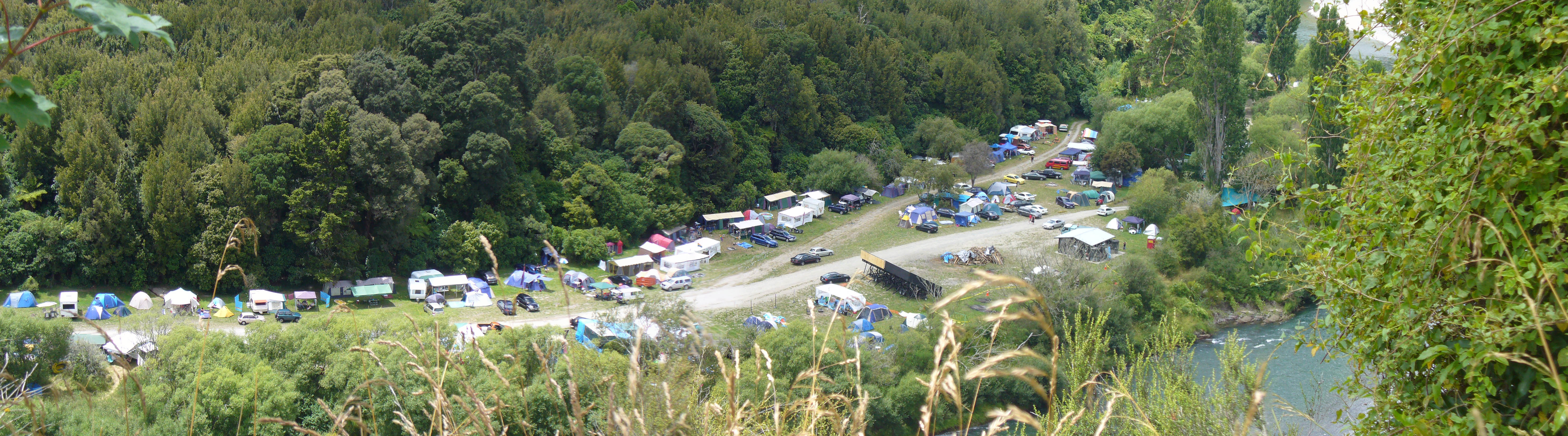
Vue du site du Camp de Vinegar Hill à partir de la rive ouest de la rivière Rangitikei prise le 31 décembre 2008.

## Aujourd’hui
La reine est élue chaque année par toutes les anciennes reines, qui sont présentes ici le 31 décembre.
Seuls ceux, qui ont été membres de ‘Vinegar Hill’ pendant un certain nombre d’années et qui ont prouvé avoir réalisé des actions particulières au service du camp peuvent être élus.
C’est une partie de la responsabilité de la reine de collecter les droits au niveau du camp au profit du Conseil, et d’organiser les évènements.
Ces évènements comprennent l’entraînement pour la nuit du 30 et 31 décembre.

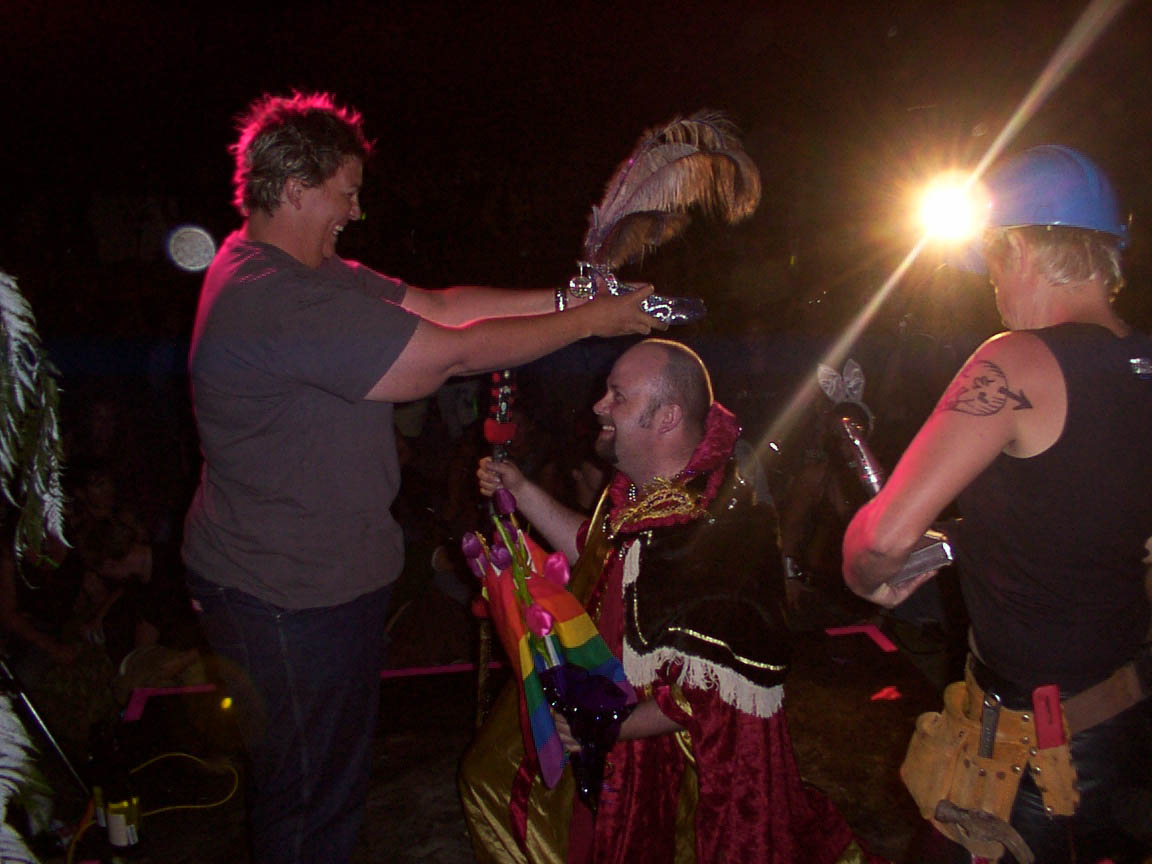
La descente de la Couronne a lieu le 31 décembre 2005

Les festivités du 30 décembre consistent habituellement en une série de compétitions.
Souvent cela consiste dans la meilleure brioche pour les hommes, les meilleures nichons pour les femmes et les meilleures jambes pour tous.
Les prix sont habituellement décernés par tous les compétiteurs, mais les 1ers et 2es (et parfois les 3es en fonction du nombre de compétiteurs) reçoivent des prix spéciaux.
Ceci est usuellement suivi par une grande partie autour d’un feu de camp.
Récemment, toutefois, des soirées cinéma ont été proposées pour les soirées du 28 ou 29.
Il y a aussi des parties de softball des filles contre les garçons, habituellement gagnées par les femmes, toutefois, le trophée a été gagné par les hommes pour la première fois en 2011 ,.
Les divertissements de la nouvelle année consistent souvent en une série de présentations, qui continue de manière croissante jusqu’à l’attribution du prix.
Ces shows sont souvent des performances de drag queen/king performances, et certains d’entre eux peuvent avoir des accords d’adultes (adult content).
Des prix sont décernés pour  Miss/Ms "Hospitalité", et pour reconnaître le  'camp', sites du camp, la meilleure utilisation de la Technologie, 
La meilleure illumination et la meilleure décoration;
Le plus couvert des prix du site du camp est le prix du meilleur bivouac.
Ceci est habituellement suivi du couronnement de la nouvelle Reine, peu avant minuit et suivi par un bal, qui dure jusqu’à l’aube.
Bien que le temps soit en général beau, comme lors de pratiquement tous les camps, il y a au moins un jour de pluie ou du mauvais temps à craindre.
Certaines années sont meilleures que d’autre de ce point de vue, mais il y a eu une année où la pluie a posé un problème majeur.
En 2006, bien qu’il a plu plusieurs jours avant le 31 décembre, y compris le 30 décembre (ce qui signifie la nécessité de reporter cette nuit de divertissement), la pluie n’était pas trop violente et ne détrempa pas trop le sol.
Il en résulta que le temps meilleur du 31 décembre, permit au sol d’être en état suffisant sec pour le bal.
En 2007, le camp fut peut-être l’un des plus secs des années récentes, avec seulement quelques petites averses survenant entre Noël et le 28 décembre.
Un court orage de grêle le 25 décembre, assurant toutefois un Noël ‘blanc’ avant que tout fonde avec les températures chaudes.
Le manque de pluie et les températures plus hautes signifiait que la rivière était à son niveau le plus bas de la décade. Ceci encouragea les personnes présentes à nager plus souvent et prendre part à une course de raft en descendant la rivière à partir d’un point situé à 1,5 km en amont de la route du pont, donnant une distance de poursuite de 2,5 km environ. Il n’y eut pas de compétitions subsidiaires le 30 décembre 2007, bien que deux hommes aient célébré leur union Civile sur les berges de la rivière ‘Rangitikei’ dans l’après-midi
Le camp de 2008-2009 vit la ré institution des compétitions du 30 décembre, avec la mode dans le pré et ‘ Pick a Purse se tint’ à la nuit.
Il y eut un peu de pluie durant la durée du camp, avec seulement un orage sec mais lumineux pendant la nuit de Noël, mais pas de pluie du tout entre le 25 décembre et le 31 décembre.
Toutefois pour la première fois dans la mémoire de ceux, qui fréquentent le camp, il plut toute la journée de la nouvelle année.
Un orage lumineux s’abattit juste avant le couronnement de la nouvelle reine, mais environ 10 minutes après le couronnement, la pluie commença.
D’abord un orage modéré, il commença par des éclairs illuminant le ciel ensuite une pluie d’orage chaude vers 11.45 puis, qui devint forte vers 2 h am dans la journée du 1st.
Ceci ne calma pas la danse, qui se poursuivit toutefois jusqu’à 4 h am.
Le camp de 2008-2009 fut aussi marqué comme étant le premier au cours duquel la police locale de Hunterville patrouilla dans le site du camp à pied plutôt qu’en voiture et, doing a drive around on a random basis.
Comme une personne fut attrapée essayant de voler un portefeuille dans une tente plutôt et arrêtée du fait que sa présence était la bien venue pour tous.

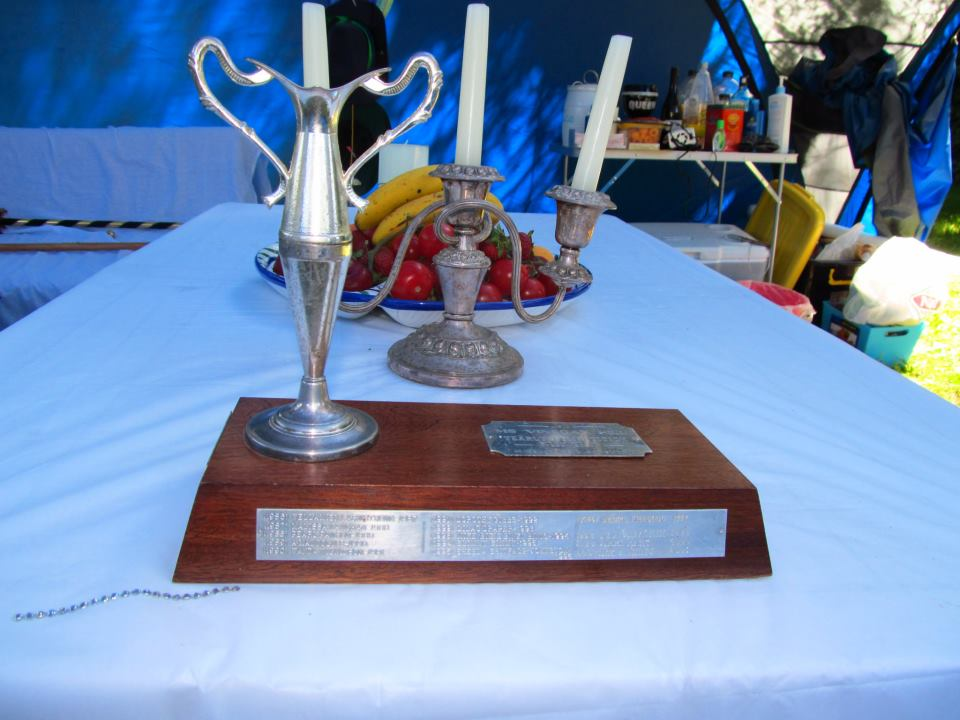
Trophée de Vinegar Hill.

Au moins un écrivain affirma que durant le camp de  2011-2012 "Mère Nature a décidé d’étaler de la pluie, du vent et un temps lourd", et il en a résulté "que certains firent leurs paquets  cap vers un abris".
Toutefois, le temps à partir du 21 décembre, quand les personnes commencèrent à arriver pour le camp et jusqu’au 29 décembre 2011 fut ensoleillé et sec.
Bien que des pluies importantes tombèrent lors de la soirée du 29 décembre, (avec des orages commençant juste après la partie de softball), et le 30 décembre, la rivière ne monta pas avant le 31 décembre.
Seuls 3 campeurs quittèrent le camp avant le 30 décembre : un parce qu’un arbre tomba sur sa tente; un autre parce qu’il devait retourner à Wellington ; et un parce qu’il avait installé son campement dans un trou et fut inondé, quand il plut.
Ce fut le seul campeur, qui du partir à cause de la pluie.
Bien qu’il y eut un couple d’orage le 1er janvier 2012, il fit assez clair la nuit pour faire un film en extérieur et assez de soleil les  2 et 3 janvier pour permettre aux tentes et aux vêtements de sécher pendant que les personnes remballaient leurs affaires;
Le rôle de la reine a été tenu par des personnes venant de tous les coins de l’Île du Nord, comprenant ‘ Wellington, Auckland, Hamilton, District de Manawatu, et Hawke's Bay.
Dion Leslie (2006-2007), qui avait alors 26 ans, fut la première reine à être nommée, et était plus jeune de l’existence du camp et est aussi la plus jeune reine à avoir été engagée.
La reine actuelle est ‘Murray Smith’ (Muriel) de Wellington, qui a fourni de l’aide et de l’assistance à un grand nombre de reines de par le passé sur plus de 2 décades, et dont le site de camp (69 Cock & Doodle Cottage), ensemble avec ses amis Steve et Gary), avoir accueilli de nombreux événements pour le camp pendant de multiples années.
La liste suivante est la liste complète des reines appointées.
Index des Reines de Vinegar Hill
| Nombre | année du Couronnement | Nom                               | Année de règne | année depuis quand le camp avait commencé |
| ------ | --------------------- | --------------------------------- | -------------- | ----------------------------------------- |
| 1      | 1985                  | Wellamiena Armstrong              | 1986           | 10                                        |
| 2      | 1986                  | Mal Kennedy-Vaughan (née Vaughan) | 1987           | 11                                        |
| 3      | 1987                  | Pearl Pawson                      | 1988           | 12                                        |
| 4      | 1988                  | A-Malcolm-B                       | 1989           | 13                                        |
| 5      | 1989                  | Wanda Wilkinson                   | 1990           | 14                                        |
| 6      | 1990                  | Dorothy Gibbs                     | 1991           | 15                                        |
| 7      | 1991                  | Lilac Draper                      | 1992           | 16                                        |
| 8      | 1992                  | Mike "Bikie Binzi" Binis          | 1993           | 17                                        |
| 9      | 1993                  | Slimmy Simmy                      | 1994           | 18                                        |
| 10     | 1994                  | Sheela Shitface Johnston          | 1995           | 19                                        |
| 11     | 1995                  | Daniel Fielding                   | 1996           | 20                                        |
| 12     | 1996                  | Ian Heteraka[1]                   | 1997           | 21                                        |
| 13     | 1997                  | Lyn et Heather                    | 1998           | 22                                        |
| 14     | 1998                  | Jimmi Hart                        | 1999[2]        | 23                                        |
| 15     | 1999                  | Kim et Chris                      | 2000           | 24                                        |
| 16     | 2000                  | Neil Day                          | 2001           | 25                                        |
| 17     | 2001                  | Geoff Robinson                    | 2002           | 26                                        |
| 18     | 2002                  | Calum Bennachie                   | 2003           | 27                                        |
| 19     | 2003                  | Colin Waterhouse                  | 2004           | 28                                        |
| 20     | 2004                  | Toni Farrow                       | 2005           | 29                                        |
| 21     | 2005                  | Marc Smith.                       | 2006           | 30                                        |
| 22     | 2006                  | (Celine) Dion Leslie.             | 2007           | 31                                        |
| 23     | 2007                  | Jenni James.                      | 2008           | 32                                        |
| 24     | 2008                  | Daniel Corney.                    | 2009           | 33                                        |
| 25     | 2009                  | Aaron King.                       | 2010           | 34                                        |
| 26     | 2010                  | Lynette Knox                      | 2011           | 35                                        |
| 27     | 2011                  | Murray Smith (Muriel)             | 2012           | 36                                        |
| 28     | 2013                  | Andrew Morgan (Nurse Gladys)      | 2014           | 36                                        |
| 29     | 2014                  | Shane Young                       | 2015           | 37                                        |

[1] Le nom de Ian ne fut pas initialement gravé sur le trophée, du fait de la confusion parmi les reines suivantes et ce ne fut qu’en 2006, que le nom fut marqué en souvenir.
Les reines appointées de chaque côté de lui ne furent pas disponibles pour confirmer ceux, qui les avaient précédées dans les antécédents 

[2] Le déroulement du camp de 1999, le camp du ‘Millennaire’ fut assuré par ‘Deus’, un groupe de ‘Wellington’ qui mena la partie de danse.
Cela causa une controverse considérable , ,.

## Sur le site du Camp
À la fin de l’été 2004, une inondation massive causa de gros dommages dans de nombreuses parties de la région de Manawatu-Wanganui ,.
Le site du camp de ‘Vinegar Hill’ fut inondé avec un flux important d’eau et le bloc des sanitaires au niveau de l’extrémité nord du site fut détruit.
Toutefois, il y eut peu de dégâts au niveau de l’extrémité sud en comparaison, là où se tient le LGBT du camp, moyennant quoi une ligne dans le bush montre le niveau où le flot est arrivé bien au-dessus des 3 mètres de hauteur.
Néanmoins les citernes de la fosse septique n’eurent pas besoin d’être remplacées, les toilettes durent être nettoyées de la boue et le chemin menant à la plage a été retracé.
De nouvelles toilettes ont depuis été reconstruites à l’extrémité nord et consistent en plusieurs cabines de toilette uni-sexe et fermées par un loquet.
Le district de Manawatu évalue l’utilité de ces toilettes, et dans quelle mesure, elles peuvent rester libres de tous graffitis, avant de remplacer les toilettes de l’extrémité sud avec un bloc identique pour compléter le code de l’environnement, qui impose des fosses septiques plus à distance de la berge de la rivière.